# Bertrambois
Bertrambois ist eine französische Gemeinde mit 318 Einwohnern (Stand 1. Januar 2022) im Département Meurthe-et-Moselle in der Region Grand Est (vor 2016 Lothringen). Sie gehört zum Arrondissement Lunéville und zum Kanton Baccarat.

## Geografie
Die Gemeinde Bertrambois liegt etwa 60 Kilometer ostsüdöstlich von Nancy und 57 Kilometer westlich von Straßburg im Süden des Départements Meurthe-et-Moselle an der Grenze zum Département Moselle. Die Gemeinde liegt am Ruisseau de l’Herbas am Rande der Vogesen. Nachbargemeinden sind Hattigny, Fraquelfing und Niderhoff (alle im Département Moselle) im Norden, Lafrimbolle (im Département Moselle) im Nordosten und Osten, Turquestein-Blancrupt (im Département Moselle) im Osten und Südosten, Val-et-Châtillon im Südwesten und Westen sowie Cirey-sur-Vezouze und Tanconville im Nordwesten. Die Gemeinde besteht aus den beiden Orten Bertrambois und La Forêt, dem Weiler Le Champ le Branle sowie einigen Häusergruppen und Einzelgehöften. Weite Teile des Gemeindegebiets sind bewaldet.

## Geschichte
Die heutige Gemeinde wurde 1295 unter dem Namen Bertranboix in einem Dokument erwähnt. 1363 folgte die Erwähnung von Bartrenborsch. Bertrambois unterstand der Vogtei Vic und gehörte historisch zur Provinz Trois-Évêchés (Drei Bistümer), die faktisch 1552 an Frankreich fiel. Bis zur Französischen Revolution lag die Gemeinde dann im Grand-gouvernement de Lorraine-et-Barrois. Von 1793 bis 1801 war die Gemeinde dem Distrikt Blâmont zugeteilt und zudem Teil des Kantons Cirey. Danach von 1801 bis 1873 im Kanton Lorquin (1871–1873 Lörchingen). Von 1873 bis 2015 gehörte sie wiederum zum Kanton Cirey(-sur-Vezouze). Von 1801 bis 1873 war sie zudem dem Arrondissement Sarrebourg (1871–1873 Kreis Saarburg) zugeordnet. Seither gehört sie zum Arrondissement Lunéville. Die Gemeinde lag bis 1871 im alten Département Meurt(h)e. Danach für zwei Jahre zum Bezirk Lothringen. Seither bildet sie einen Teil des Départements Meurthe-et-Moselle. Von 1873 bis 1918 war Bertrambois Grenzgemeinde zu Deutschland.

## Bevölkerungsentwicklung
| Jahr                       | 1962 | 1968 | 1975 | 1982 | 1990 | 1999 | 2010 | 2021 |
| Einwohner                  | 533  | 483  | 409  | 405  | 342  | 403  | 357  | 317  |
| Quellen: Cassini und INSEE |      |      |      |      |      |      |      |      |

## Verkehr
Im sechs Kilometer entfernten Richeval besteht Anschluss an die Route nationale 4.

## Sehenswürdigkeiten
- Kirche Saint-Florent aus dem 19. Jahrhundert
- mehrere Wegkreuze
- Denkmal für die Gefallenen[3]
- Denkmal für die Schleuser/Schlepper
- Ruine des zerstörten Schlosses
- Überreste der Römerstraße „Chemin d’Allemagne“
- Ruine der Kapelle Sainte-Catherine im Ortsteil Saussenrupt

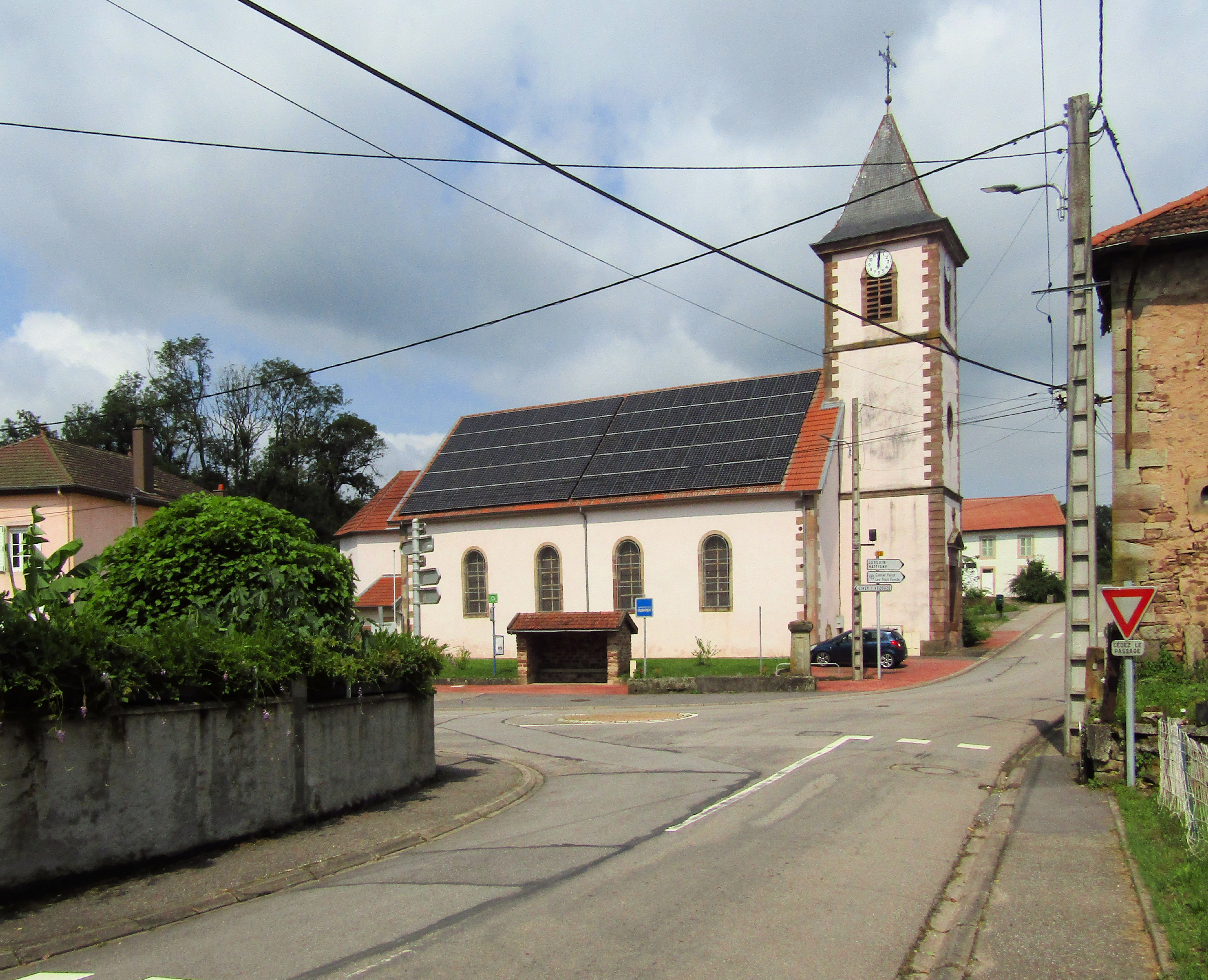
Kirche Saint-Florent
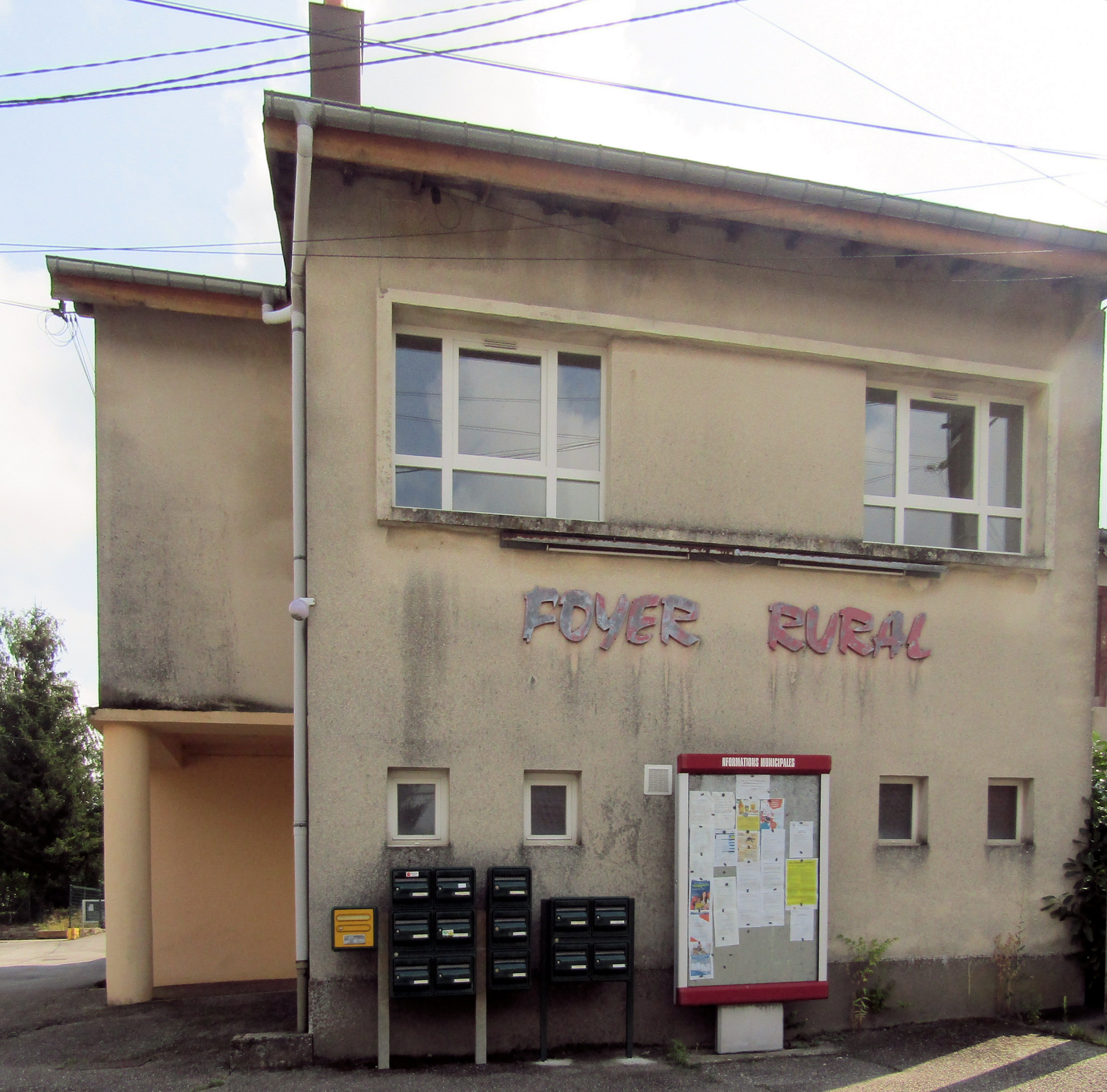
Gemeindehalle
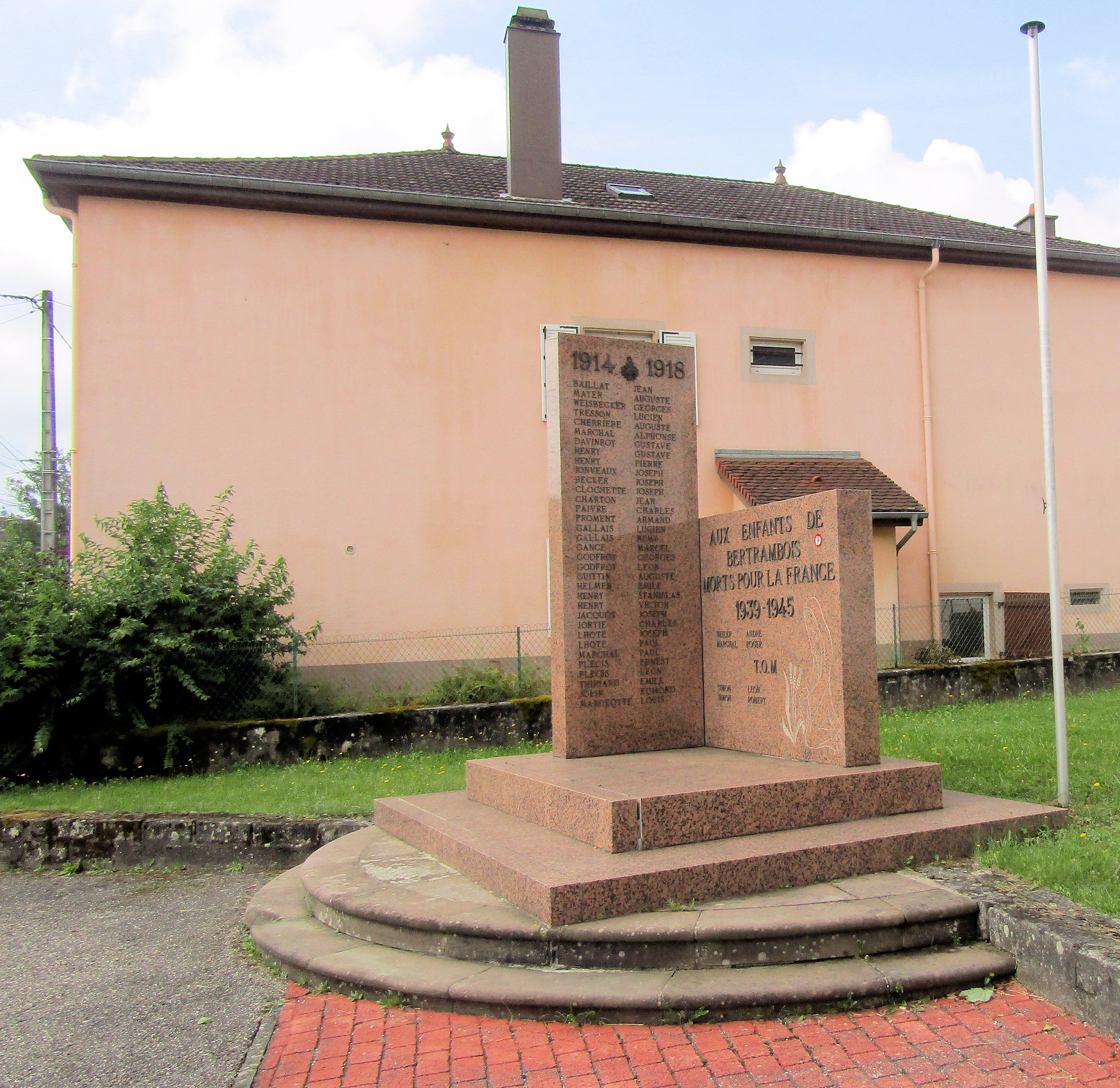
Gefallenendenkmal